# اسمیت، کنت
اسمیت (به انگلیسی: Smeeth) یک روستا و محله مدنی در بریتانیا است که در Ashford واقع شده‌است. اسمیت ۸٫۲۹ کیلومتر مربع مساحت و ۹۲۴ نفر جمعیت دارد.